# KeePassX
KeePassX починався як Linux-порт KeePass, який на той час мав відкритий вихідний код і працював лише на Windows. Обидва додатки нині є кросплатформними: KeePassX використовує бібліотеки Qt, а останні версії KeePass — .NET. Додаток створено з використанням версії 5 Qt, що робить його кросплатформенним додатком, який можна запускати в Linux, Windows і macOS.
KeePassX використовує формат бази даних паролів KeePass2 (.kdbx) як рідний формат. Він також може імпортувати (і конвертувати) старіші бази даних KeePass1 (.kdb).
Станом на грудень 2021 року KeePassX більше не підтримується.
Існує форк спільноти KeePassX під назвою KeePassXC.

## Дивитися також
- Список менеджерів паролів
- Менеджер паролів
- Криптографія